# Microstylum varshneyi
Microstylum varshneyi là một loài ruồi trong họ Asilidae. Microstylum varshneyi được Joseph & Parui miêu tả năm 1985. Loài này phân bố ở miền Ấn Độ - Mã Lai.